# Rafael de Llança i Esquivel
Rafael de Llança i Esquivel   (Can Maians, 1821 - Can Maians, 1893) fou un advocat i polític carlí català.

## Biografia
Fill de Rafael de Llança i de Valls i de Dolors Esquivel i Hurtado de Mendoza, va ser tutor del seu nebot Manuel Maria de Llança i Pignatelli, duc de Solferino.
El 1871 es va presentar a les eleccions a diputat a les Corts espanyoles, i el 1873, un any després de l'esclat de la Tercera Guerra Carlina, va fugir amb el seu nebot a França, on romangueren fins al 1876. Posteriorment, va retornar a Can Maians, on va residir fins a la seva mort.
Casat amb Ramona Vilavella, van ser pares de Ramona de Llança i Vilavella, que es va casar amb Manuel Moreno-Churruca.